# Zarzosa
Zarzosa is een gemeente in de Spaanse provincie en regio La Rioja met een oppervlakte van 18,29 km². Zarzosa telt 14 inwoners (1 januari 2016).

## Demografische ontwikkeling
Bron: INE, 1857-2011: volkstellingen